# 필리파 그레고리

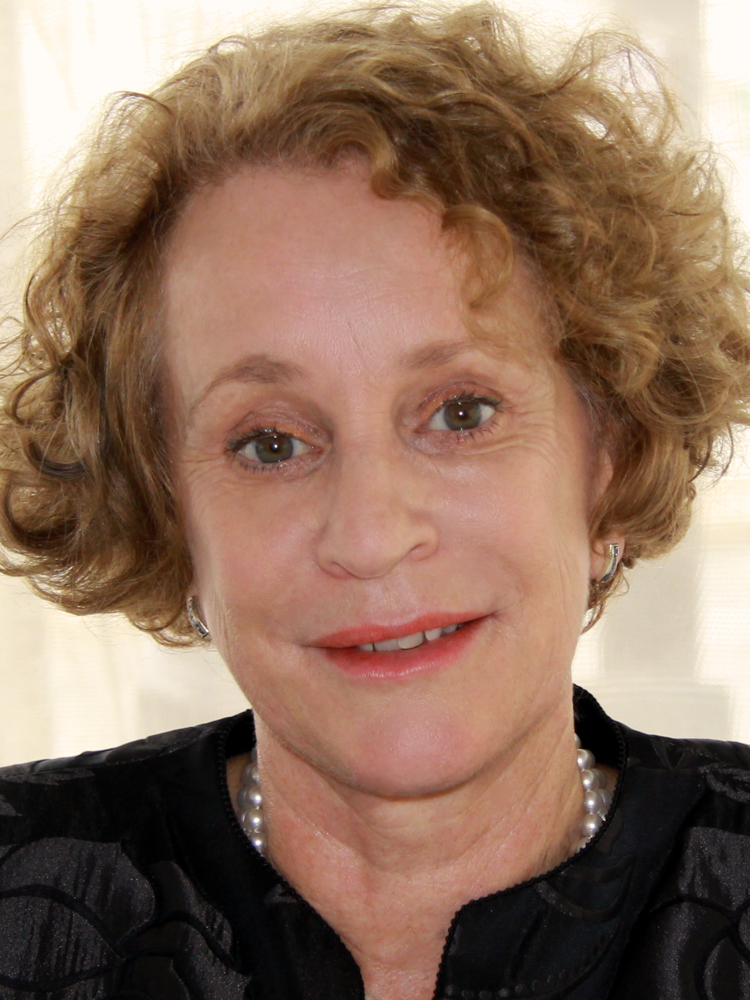
필리파 그레고리

필리파 그레고리(영어: Philippa Gregory, 1954년 1월 9일 ~ )는 영국의 소설가이다. 케냐의 수도 나이로비에서 태어났다.